# Lövkulla (Pyttis)
Lövkulla är en del av en ö i Finland.   Den ligger i den ekonomiska regionen Kotka-Fredrikshamn och landskapet Kymmenedalen, i den södra delen av landet, 110 km öster om huvudstaden Helsingfors. Ön är sammanvuxen med ön Maijansaari.